# SGP-jongeren

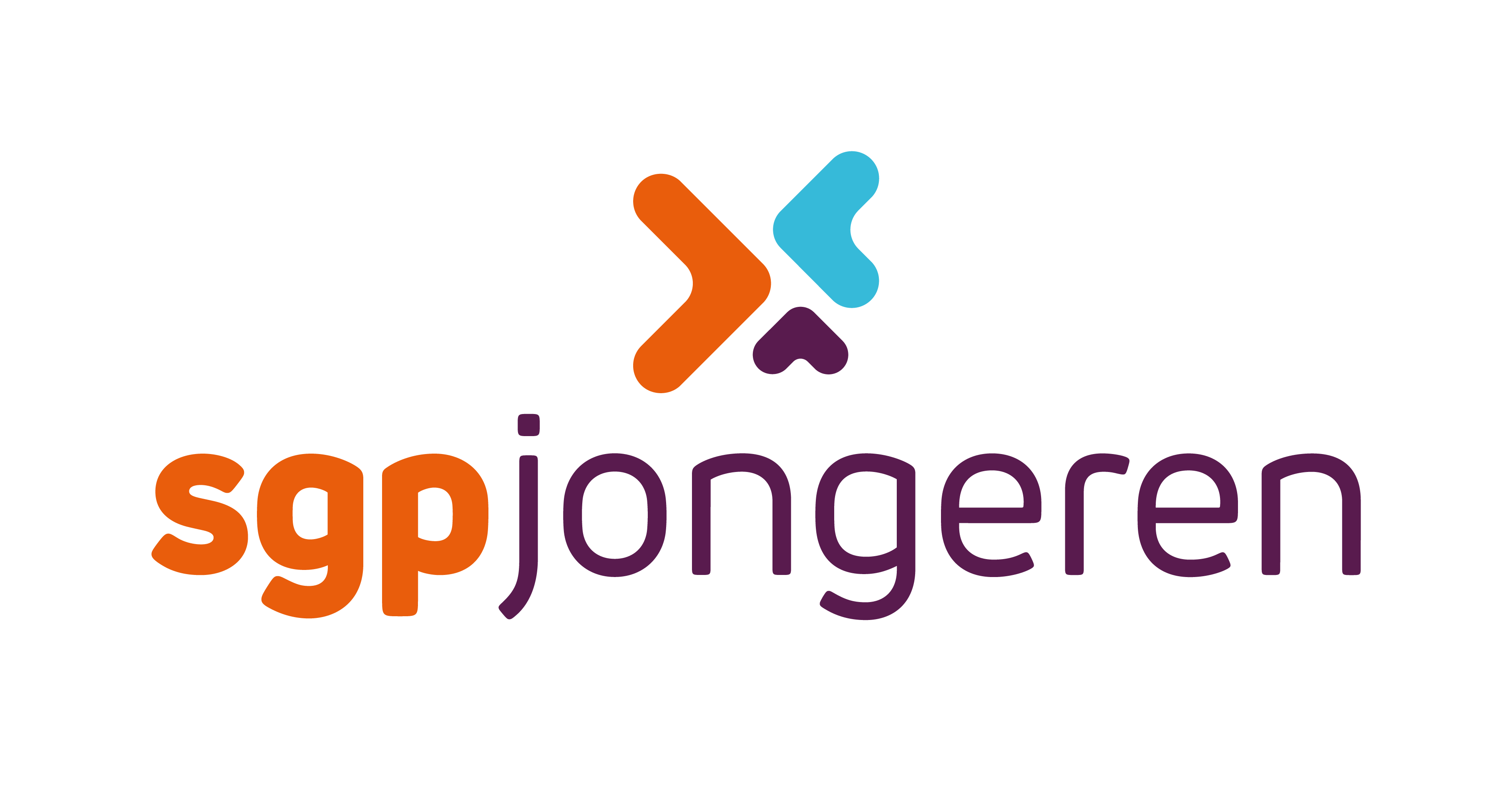
Logo 2022 du parti.

Le SGP-jongeren (SGPJ) est un parti politique néerlandais de jeunes de tendance chrétienne orthodoxe, affilié au Parti politique réformé (Staatkundig Gereformeerde Partij). À l'instar d'autres organisations politiques de jeunes, les SGP-jongeren sont indépendants. Leur attitude envers le parti mère peut être qualifiée de positive-critique. Le SGP-jongeren est la plus grande organisation politique de jeunesse aux Pays-Bas. 
En 2017, elle comptait environ 7 300 membres. En 2020, le nombre de membres s'élève à environ 3 500.

## Gestion et organisation
Environ 250 bénévoles sont actifs au sein du SGPJ. Le parti se compose d'un conseil d'administration et de commissions. Les commissions s'occupent de domaines politiques spécifiques. Contrairement à l'organisation mère, les femmes peuvent occuper des fonctions administratives au sein du SGP-jongeren depuis 2006.

## Dans les médias
Au cours de l'été 2006, le SGPJ fait la une de la presse nationale en protestant contre ce qu'ils considéraient comme un blasphème lors de la tournée Confessions de la chanteuse américaine Madonna à Amsterdam, au cours de laquelle celle-ci a parodié la crucifixion de Jésus-Christ.
En juin 2007, ils font de nouveau parler d'eux en manifestant contre une question posée lors de l'examen de sciences sociales du VMBO (enseignement professionnel préparatoire). Une citation douteuse suggérait que le SGP était opposé au don d'organes.